# 科希拉

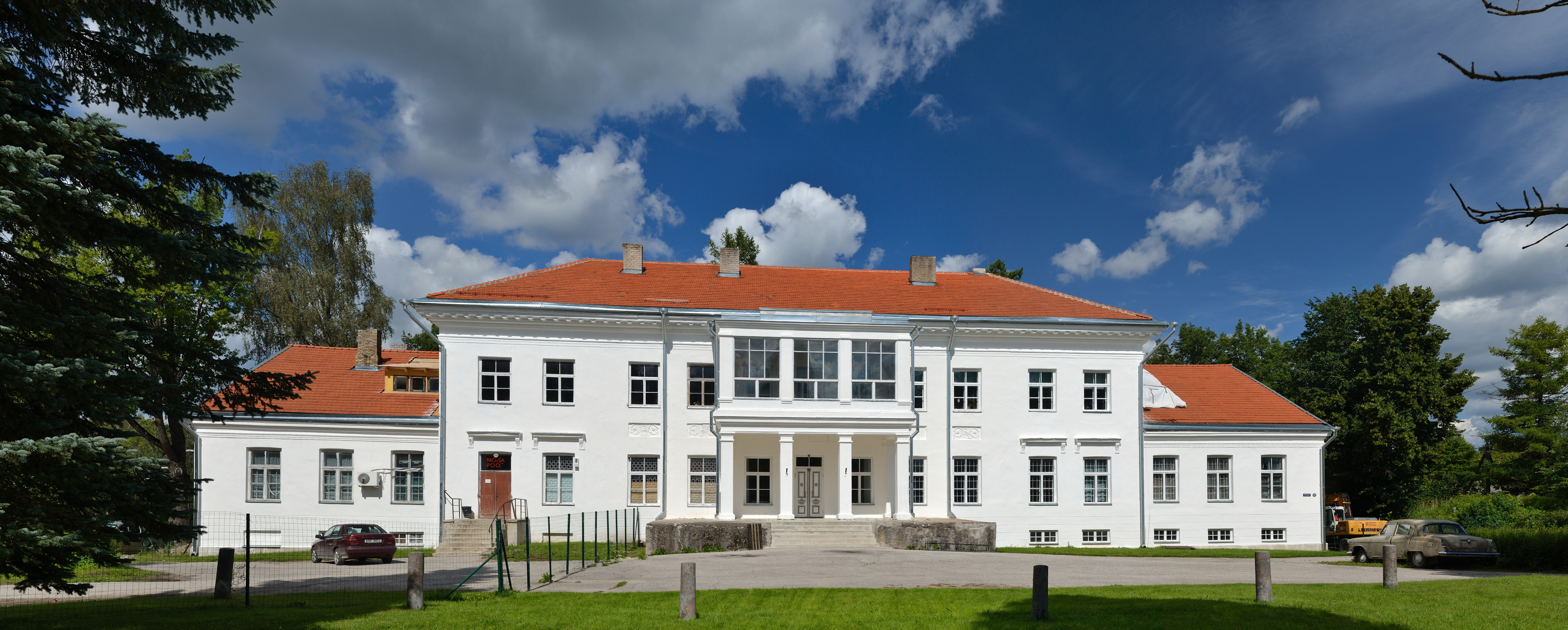
科希拉庄园

科希拉，是愛沙尼亞拉普拉縣科希拉市镇的集鎮及行政中心，位於該國西部，處於首都塔林以南30公里，海拔高度58米，2014年該集鎮人口为3,355人。